# Men Of Eight/Lagnonector
Men Of Eight/Lagnonector er et splitalbum mellem de to norske black metal-bands Taake og Vidsyn. Det blev udgivet i 2006 af Agonia Records som mini-lp i blot 1000 eksemplarer.

## Spor
1. "Men of Eight" – 04:01
2. "Hennes Kalde Skamlepper" – 11:28